# Brita Sofia Hesselius
Brita Sofia Hesselius, född 1801 i Alsters socken, död 1866 i Menton i Frankrike, var en svensk fotograf och lärare. Hon var en av Sveriges första kvinnliga yrkesfotografer. Hon var också en av världens första kvinnliga yrkesfotografer: pionjärerna Bertha Wehnert-Beckmann, Geneviève Élisabeth Disdéri och Franziska Möllinger var alla verksamma vid samma tid. Hon var också den första stationära fotografen i Värmland.

## Biografi
Hesselius var dotter till bruksinspektor Olof Hesselius och Anna Katarina Roman. Hon flyttade 1845 från Stockholm till Karlstad, där hon öppnade en fotoateljé och stadens första flickskola. Hon reste sedan från staden några år. Bland annat var hon i Frankrike och troligen var det där som hon lärde sig fotografera. Från 1853 var hon åter verksam i Karlstad, där hon undervisade flickor "från bildade hem" i ritning, målning och språk förutom de vanliga skolämnena. Hon höll också en fotoateljé i häradsskrivare Rystedts hus, där hon exklusivt använde sig av dagerrotypi. Fredrik Renard, som tidigare ansågs vara Karlstads första yrkesfotograf, öppnade sin ateljé först år 1864.
Hon var därmed landets andra kända kvinnliga fotograf med egen ateljé, efter Amalie Motander, som redan var verksam på 1840-talet, men före Hedvig Söderström, som var verksam i Stockholm mellan 1857 och 1860 och som länge har betraktats som Sveriges första kvinnliga yrkesfotograf, och Marie Kinnberg, som 1851 utförde "Porträttering genom Fotografi" som elev hos Bendixen och litografen Adolph Meyer i Göteborg.  Hon var för övrigt en av Sveriges första yrkesfotografer över huvud taget, eftersom Johan Adolf Sevén hade öppnat Sveriges första fotoateljé år 1841, bara kort före henne. 1840-talet var det årtionde fotografyrket uppkom internationellt, och hon tillhörde därmed världens första generation yrkesfotografer. Hon var även en av världens första kvinnor i yrket: den första, Bertha Beckmann i Tyskland, var verksam endast vid samma tid.   
Hesselius porträtterade även i olja. Hon stängde sin skola och sin ateljé i Karlstad 1855 och flyttade sedan till Stockholm där hon var verksam som flickpensionatsföreståndare och privatlärarinna i franska. Efter några flyttade hon slutligen till Menton i Frankrike och dog där år 1866.